# Parque nacional de U Minh Thượng
El Parque nacional de U Minh Thuong (en vietnamita: Vườn quốc gia U Minh Thượng) es un parque nacional en la provincia de Kien Giang, parte del país asiático de Vietnam.
Se estableció de acuerdo a la decisión número 11/2002/QĐ-TTg, de fecha 14 de enero de 2002, firmada por el entonces primer ministro vietnamita Nguyen Tan Dung. Esta decisión resultó en la transformación de la reserva natural de U Minh Thuong en parque nacional.
El parque cubre 80,53 km² y la ciudad más cercana es Rach Gia.